# Spiridon Skiembris
Spiridon Skiembris, gr. Σπυρίδων Σκέμπρης (ur. 22 lutego 1958) – grecki szachista i trener szachowy (FIDE Trainer od 2013), arcymistrz od 1991 roku.

## Kariera szachowa
W latach 80. i do połowy 90. należał do ścisłej czołówki greckich szachistów. Pomiędzy 1980 a 1994 r. ośmiokrotnie (w tym 3 razy na I szachownicy) wystąpił na szachowych olimpiadach, natomiast w 1989 i 1992 – w drużynowych mistrzostwach Europy, za drugim razem zdobywając złoty medal za indywidualny wynik na II szachownicy. Wielokrotnie startował w finałach indywidualnych mistrzostw Grecji, cztery razy zdobywając tytuł mistrza kraju (w latach 1981, 1984, 1989 i 1993).
Pierwszy znaczący sukces na arenie międzynarodowej odniósł w 1977 r., dzieląc III m. (za Arturem Jusupowem, Alonso Zapatą, wspólnie z Petarem Popoviciem, Reynaldo Verą i Jensem Ove Friesem-Nielsenem) w mistrzostwach świata juniorów do lat 20 w Innsbrucku. W kolejnych latach sukcesy odniósł m.in. w:
- Atenach (1988, turniej Acropolis, dz. I m. wspólnie z Vasiliosem Kotroniasem oraz 1989, dz. I m. wspólnie z Vasiliosem Kotroniasem i Jewgienijem Wasiukowem),
- Montpellier (1989, dz. II m. za Miodragiem Todorceviciem, wspólnie ze Zdenko Kożulem),
- Komotini (1992, dz. I m. wspólnie z Ilią Smirinem, Jaanem Ehvlvestem, Anthony Milesem  i Borysem Altermanem),
- Gausdal (1993, turniej Anold Cup, dz. I m. wspólnie z Siergiejem Tiwiakowem),
- Karditsie (1994, dz. II m. za Suatem Atalikiem, wspólnie z Vasiliosem Kotroniasem),
- Limassol (1997, dz. I m. w Krumem Georgiewem, Igorem Miladinoviciem i Efstratiorem Grivasem),
- Montecatini Terme (1999, dz. I m. wspólnie z m.in. Igorem Naumkinem(inne języki) oraz 2000, I m.),
- Bratto (1999, dz. II m. za Władimirem Jepiszynem, wspólnie z Eraldem Dervishim, Sinišą Dražiciem i Mišo Cebalo oraz 2000, dz. II m. za Władimirem Jepiszynem, wspólnie z Eraldem Dervishim, Renzo Mantovanim(inne języki) i Mišo Cebalo),
- Antalyi (2001, II m. za Steliosem Halkiasem),
- Stambule (2001, dz. II m. za Christosem Banikasem, wspólnie z Dejanem Bożkowem),
- Kavali (2005, dz. I m. wspólnie z Suatam Atalikiem i Eduardasem Rozentalisem),
- Cesenatico (2007, dz. II m. za Igorsem Rausisem, wspólnie z m.in. Feliksem Lewinem, Miłko Popczewem i Legy Ortegą).

Najwyższy ranking w karierze osiągnął 1 stycznia 1993 r., z wynikiem 2565 punktów dzielił wówczas 95-105. miejsce na światowej liście FIDE, jednocześnie zajmując 1. miejsce wśród greckich szachistów.